# 独松树梁子隧道
独松树梁子隧道是中华人民共和国四川省攀枝花市三线大道（炳仁路）的一段穿山隧道，为南北走向。隧道穿越区界，北端位于东区炳四区南部，南端位于仁和区前进镇渡口村上方。独松树梁子隧道是炳仁路在炳草岗一端的起点，炳仁路在隧道北端洞口外与机场路通过环岛相连。

## 隧道形制
独松树梁子隧道为双洞单向行车隧道，双向共四车道。两洞分别长585米和525米。单洞净宽10.5米，净高5米，设计行车速度40公里/小时。

## 建设历史
炳仁路或称炳仁线，是城市主干道。攀枝花市政府早在1990年代或更早即已筹划兴建，甚至当时的地图上就已标绘有炳仁线。炳仁路的勘察、设计等前期工作始于1997年，但工程直到2002年才正式开工。2002年因应攀枝花机场的建设而开工建设机场路，其中从紫荆山至今日独松树梁子隧道北口外长约6.5公里的路段兼作炳仁线的一部分，是攀枝花市第一条双向6车道的道路（隧道内为双向4车道），于2003年10月25日建成通车。
剩余的炳仁线在工程阶段被称为炳仁路后段，后被正式命名为炳仁路。攀枝花市政府于2002年初将利用世界银行贷款建设炳仁路后段的设想上报四川省发改委；2006年10月，该项目初步设计才正式通过四川省发改委批复立项，中国财政部与世界银行正式签订贷款协议，该项目在世行正式立项。2006年12月1日，炳仁路后段独松树梁子隧道工程作为可追溯性贷款项目开工建设。该隧道由中铁二十二局承建，合同总金额3847.0832万元。2007年6月3日B洞贯通，2007年9月16日A洞贯通，2011年4月28日正式通车。

## 公共交通
2014年4月1日开通的27路公交车和2017年5月6日开通的9路公交车穿行独松树梁子隧道。